# Johann Spiegel
Johann Spiegel - saski dyplomata z XVIII wieku.
W 1714 roku pojechał na specjalną misję dyplomatyczną do Turcji, jako "tajny poseł" Elektora Saskiego. Jego misja była utrzymana przed Polakami w tajemnicy, co było dość rzadkim zjawiskiem. Nawet polski dworzanin oddany bez reszty Augustowi II Joachim Franciszek Goltz miał o misji Spiegla jedynie mętne pojęcie.